# Cimber Sterling

Das Logo bis zur Übernahme von Sterling im Dezember 2008

Cimber Sterling, bis 2008 Cimber Air (benannt nach der Kimbrischen Halbinsel), war eine dänische Fluggesellschaft mit Sitz in Sønderborg.

## Geschichte

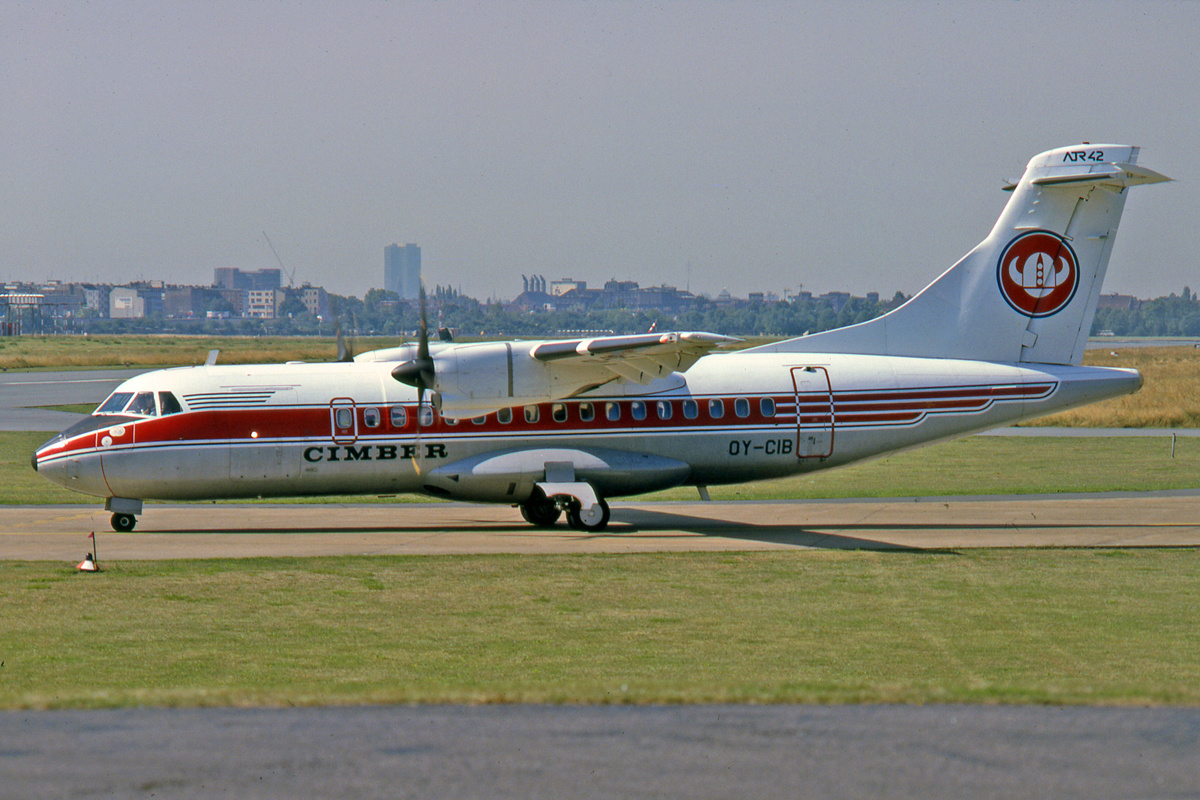
Eine ATR-42 der Cimber Air auf dem Flughafen Berlin-Tempelhof im Jahr 1991.

Im Jahre 1950 übernahm der Flugkapitän Ingolf Lorenz Nielsen die Fluggesellschaft Sonderjyllands Flyveselskab. Zunächst wurden nur kleine SAI KZ III und SAI KZ VII eingesetzt. Im Laufe der 1950er und 1960er Jahre kamen aber auch Piper Apache, King Air 90 und De Havilland DH.114 Heron zum Einsatz. Einen Liniendienst gab es zu dieser Zeit nicht.
Das änderte sich, als 1966 die Genehmigung für einen Liniendienst zwischen Sønderborg und Kopenhagen erteilt wurde. Um die Strecke bedienen zu können, wurden Turbopropmaschinen des Typs Nord 262 angeschafft. 1971 ging Cimber eine Kooperation mit Danair ein.
Zum 25-jährigen Bestehen der Firma wurde 1975 das erste Düsenpassagierflugzeug, eine VFW 614, in die Flotte aufgenommen. Doch bereits im Jahre 1978 entschied man sich für zwei Fokker F28 Mk.3000, um die VFW-614 zu ersetzen. Im Jahr 1985 wurden die ersten drei ATR 42 angeschafft. Im Jahr 1987 wurde die deutsche Tochter, die Cimber Air GmbH in Kiel gegründet und der Linienflugbetrieb von Kiel nach Frankfurt aufgenommen. Im Jahr 1989 wurde der Linienflugbetrieb nach Montpellier in Frankreich aufgenommen. Im Jahr 1990 wurde ein Vertrag mit der Lufthansa über eine Zusammenarbeit geschlossen. Es wurden drei weitere ATR 42 eingesetzt. Im Jahr 1992 wurden die betagten Fokker F28 nach Australien verkauft und eine weitere ATR 42 angeschafft. Im Jahr 1994 wurde ein neues Verwaltungsgebäude direkt am Flughafen Sønderborg bezogen. Seit diesem Jahr leitete auch Jørgen Nielsen die Geschicke der Firma.
Im Jahr 1995 wurde die Zusammenarbeit mit Danair aufgekündigt und ein Vertrag mit der SAS abgeschlossen. Drei neue Linien wurden eingerichtet, von Kopenhagen nach Aalborg, Karup und Aarhus. Der Firmengründer Ingolf L. Nielsen starb im Alter von 69 Jahren. Im Jahr 1996 wurden drei neue ATR 42-500 bestellt. Im Jahr 1997 übernahm Cimber Air von der SAS die Linie Kopenhagen – Newcastle.
Im Jahr 1998 wurde in Kooperation mit der Lufthansa die Strecke Kopenhagen – Berlin eingerichtet. SAS übernahm 23 Prozent der Anteile von Cimber Air. Wiederum wurden zwei neue Flugzeuge, diesmal ATR 72-500 bestellt. Eine dritte Maschine wurde 1999 nachbestellt. Ebenfalls in diesem Jahr ließ Cimber fünf ATR 42 unter der Marke Team Lufthansa fliegen.
Im Jahre 2000 trafen die ersten Bombardier CRJ200 ein. Sie wurden hauptsächlich in Berlin stationiert und flogen von dort nach Brüssel, Dublin, Hamburg, Nizza sowie zwischen Hamburg und Helsinki.
Aufgrund der Ereignisse des 11. September 2001 und der sinkenden Passagierzahlen wurden die Strecken Kopenhagen – Luxemburg und Berlin – Bremen eingestellt. Zwei ATR 42 konnten an Oman Air verleast werden. 2002 wurde die Strecke Kopenhagen – Bornholm von der Maersk Air übernommen. Von SAS übernahm man die Strecke von Kopenhagen nach Breslau. Ende 2003 wurde die Strecke von Kopenhagen nach Basel in den Flugplan aufgenommen. Anfang 2007 wurden die Routen Kopenhagen – Hannover/Genf von SAS übernommen.
Am 3. Dezember 2008 übernahm Cimber Air Teile der insolventen Fluglinie Sterling und firmierte seitdem unter dem Namen Cimber Sterling.
Infolge unbefriedigender finanzieller Ergebnisse gab Cimber Sterling Ende 2011 eine konzeptionelle Neuausrichtung bekannt. Das Streckennetz sollte primär auf Inlandsverbindungen in Dänemark und Schweden konzentriert werden, daher sollten die für europäische Verbindungen eingesetzten Boeing 737 noch 2012 ausgemustert werden. Am 3. Mai 2012 stellte das Unternehmen Antrag auf Insolvenz, da die Umstrukturierung nicht den gewünschten Erfolg gebracht hatte. Der eigene Flugbetrieb wurde eingestellt, die Webpräsenz abgeschaltet.
Die für SAS Scandinavian Airlines mit vier Bombardier CRJ200 durchgeführten Flüge wurden durch die zu diesem Zweck neugegründete Nachfolgegesellschaft Cimber übernommen.
Im Februar 2015 kaufte SAS die Nachfolgegesellschaft auf.

## Ziele
Innerhalb Dänemarks wurden vom Flughafen Kopenhagen-Kastrup aus Aalborg und Aarhus sowie als Alleinanbieter Billund, Bornholm, Karup und Sønderborg angeflogen. Eine weitere direkte Verbindung bestand zwischen Bornholm und Billund. Von seinen Luftfahrt-Drehkreuzen Kopenhagen und Billund flog Cimber Sterling einige Ziele im übrigen Europa an, darunter  vorrangig Großstädte und beliebte Urlaubsziele in Spanien, Italien, Split in Kroatien und Burgas in Bulgarien. Daneben arbeitete Cimber Sterling als Zubringer mit Lufthansa und Scandinavian Airlines zusammen und vercharterte neben dem Liniendienst auch Maschinen.

## Flotte

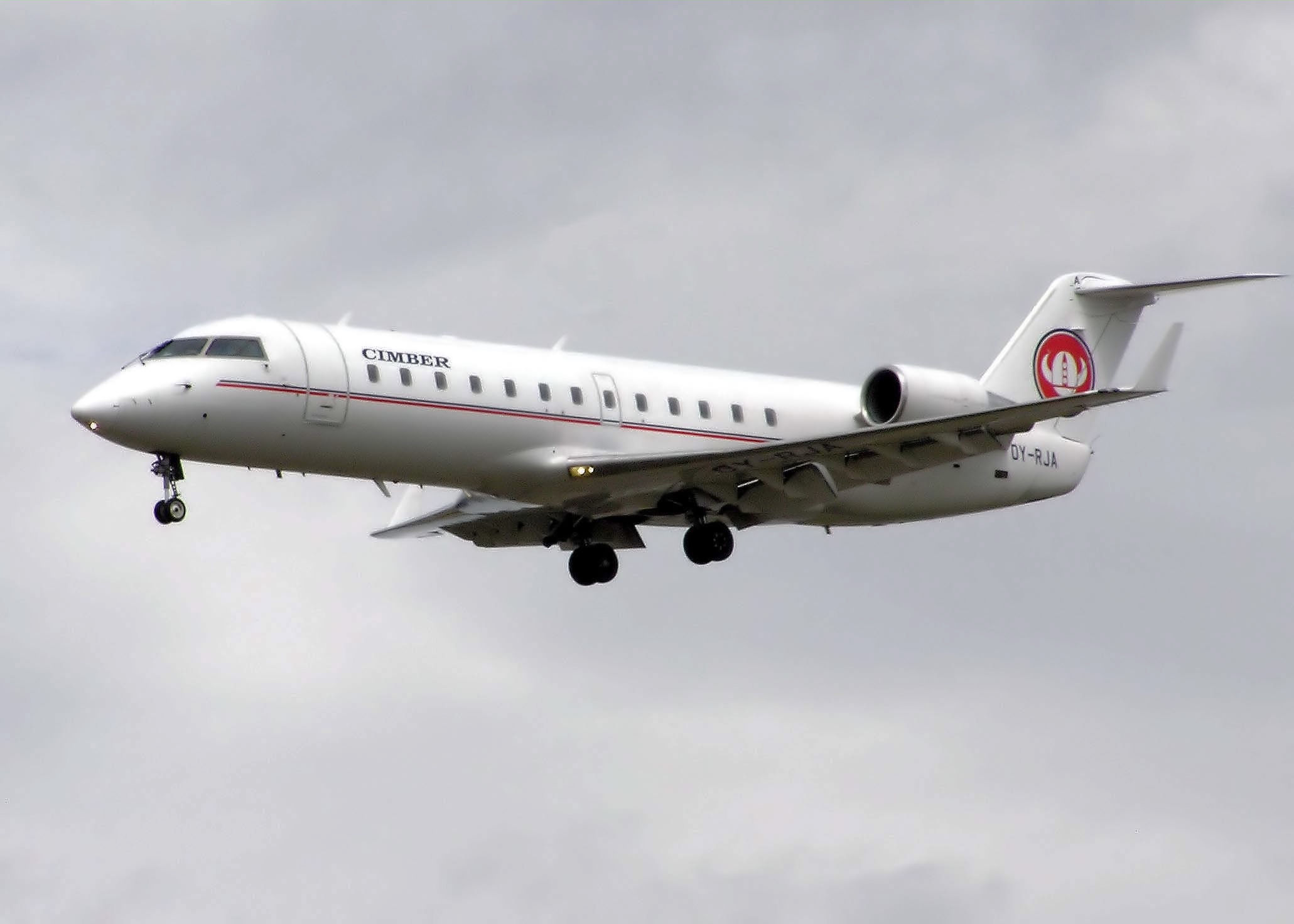
Eine Bombardier CRJ200 der Cimber Sterling, noch in Cimber Air-Lackierung

Mit Stand Mai 2012 bestand die Flotte der Cimber Sterling aus 22 Flugzeugen:
- 2 ATR 42-500
- 3 ATR 72-200
- 3 ATR 72-500
- 5 Boeing 737-700
- 9 Bombardier CRJ200 (4 betrieben für SAS Scandinavian Airlines)